# Олга Кавран
Олга Кавран (рођена 1969. године у Београду) је правница и оснивачица организације IUSTICOM, ранија руководитељка аутрич и легаси службе у Специјалном трибуналу за Либан, мировна активисткиња и организаторка студентских протеста у Београду. 
Преко деценију радила је у МКТЈ, као преводитељка, заменица координатора аутрич програма и гласноговорница тужиоца. Предаје на факултетима широм света и објављује научне радове на тему међународних кривичних судова и трибунала и међународних кривичних поступака. 

## Рани живот
Рођена је 30. августа 1969. године у Београду. Од 1981. Олгин отац Драгољуб Кавран, редовни професор Београдског правног факултета, радио је на позицији специјалног саветника Генералног секретара Уједињених нација у Њујорку, те је са породицом живела у Сједињеним Америчким Државама. 

### Образовање
Образовање је започела је у Београду, у Основној школи ”Сава Ковачевић”, а од шестог разреда школовање наставља у граду Харисон у држави Њујорк. У основној школи је прескочила разред, а у току средње школе је 3. и 4. разред завршила за једну годину те је већ са 16 година почела студије молекуларне биологије на Универзитету Корнел. Тамо је имала прилику да слуша легендарног астрофизичара Карла Сагана. По повратку у Србију уписује правни факултет где је активна у студентским организацијама. Постдипломске студије завршава у Холандији у Лајдену, на смеру међународно јавно право, са тезом "Кривични поступак пред Хашким трибуналом" на тему међународног кривичног права која је објављена у књизи Наднационално кривично право. На докторским студијама из области права на Вриј универзитету у Бриселу (холандски: Vrije Universiteit Brussel), бави се темом која је везана за посао којим се бавила на МКТЈ и у Специјалном трибуналу.
Говори енглески, француски, српскохрватски и служи се арапским језиком.

## Рад
Од 1993. године у Србији, радила је у маркетинг агенцији Сачи енд Сачи (енгл. S Team Bates Saatchi & Saatchi Advertising Balkans) где је добила бројне награде. У једној од првих маркетинг агенција, коју је основао и водио Драган Сакан, радио је велики број талентованих људи из разних области – филмских радника, ликовних уметника, дизајнера, писаца, илустратора, али и менаџера и економиста. Ради и хонорарно као новинарка и преводитељка што јој омогућава да путује и укључује се у мировне иницијативе док трају ратови у Југославији.

### Судови за ратне злочине
У току 1997. године почиње да ради хонорарно као преводилац за Међународни кривични трибунал за бившу Југославију (МКТЈ) (енгл. International Criminal Tribunal for the former Yugoslavia, ICTY) у Хагу. У Хагу остаје 14 година, и ради на више позиција. Први уговор је био преводилачки, а затим ради као заменица шефа службе за аутрич, и коначно – најзначајнија позиција је била улога портпарола Тужилаштва. Од 2006. године, радила је са тужиоцима Карлом дел Понте и Сержом Брамерцом до 2010. године.  
Од 2011. године ради у Либану као шефица аутрич програма у Специјалном трибуналу за Либан (енгл. Special Tribunal for Lebanon). На челу службе која се између осталог бави и комуникацијама са јавношћу и едукацијом о раду међународних судова, уско сарађује са адвокатима, представницима невладиних организација, професорима и студентима на ширењу знања о међународном кривичном праву и судству. Како становништво често нема поверења ни у међународну заједницу, ни у судство као такво, посао у аутрич служби је тежак али и интересантан. 

### Предавачки рад
Предаје међународно јавно право на Америчком универзитету у Бејруту (енгл. American University of Beirut) и међународно право на Америчком универзитету науке и технологије (енгл. American University of Science and Technology). Поред тога предаје међународно јавно и кривично право на универзитетима Сент Џозеф (енгл. St. Joseph) USEK и другим у Либану, као и на универзитету Оксфорд у Великој Британији, Калифорнија универзитету (енгл. UCLA) у САД и другим. 

## Рани активизам

### Протести против нуклеарног наоружања (1982-84)
Већ у основној и средњој школи ангажује се у протестима против нуклеарног оружја. Током 1982. године у Њујорку је одржан вишемилионски марш за нуклеарно разоружавање и сматра се једним од најмасовнијих скупова у САД. А 1983. године њујоршки градски савет усваја резолуцију по којој је Њујорк постао зона без нуклеарног оружја. Поједине школе се удружују и симболички проглашавају зонама без нуклеарног зрачења како би се скренула пажња јавности на проблем нуклеарног наоржања и опасност од нуклеарног рата. Отпор рату се појављује као значајан мотив од најранијих дана. 

### Протести против апартхејда (1985-86)
У току студија је активна и у "дивестмент” седећим протестима (енгл. sit in) на Универзитету Корнел, за повлачење америчког утицаја из Јужноафричке Републике и коначно укидање апартхејда. У току 1985. године студенти су организовали протесте са циљем да факултет повуче инвестиције са територије ЈАР - протести су се састојали из кампање подизања свести (поделе летака), говора и седница, као и других бројних активности у току априла и маја. Кампања у коју је била укључена Олга Кавран, укључивала је и градњу ”шанти тауна” (енгл. shanty town) као и комеморацију Шарпевилског масакра који је се сматра догађајем услед кога је касније створен међународни систем заштите људских права те је учешће на овим протестима утицало на њену одлуку да се посвети образовању из области правне науке. И поред тога што се сенат Корнела већином гласова одлучио за потпуно повлачење, управни одбор је одбио ову одлуку. Ипак, протести су делом успели јер је усвојена политика делимичног повлачења, која је трајала до пада апартхејда 1990. године.

### Избори у Југославији 1990. године
Учланила се у Савез реформских снага Југославије, политичку странку социјалдемократске оријентације, коју је у јулу 1990. године основао Анте Марковић. На првим вишестраначким изборима 1990. године гласала за Ивана Ђурића, кандидата за председника Србије. Придруживала се и састанцима Европског покрета. 

### Рат у Југославији
Када је почео рат у бившој Социјалистичкој федеративној републици Југославији (СФРЈ), Олга је живела у САД где је студирала молекуларну биологију. Под утиском известавања о рату у Хрватској крајем 1991. и почетком 1992. које је кулминирало извештајем и сликама о избеглицама који из Дубровника безе трајектима Јадролиније, на којима је и сама много пута путовала, доноси одлуку о повратку у Србију. У Београд долази у фебруару 1992. 

## Студентски протест

### Студентски протести 1991. године
По доласку у Београд из Казахстана, током марта Олга се прикључује лидерима студентског протеста одржаног 10. марта 1991. године. Укључује се активно у рад студентских удружења Београдског универзитета тек 14. марта, после протеста на Теразијама када се формира Форум теразијског парламента који је био инспирација грађанским форумима који се у наредних неколико месеци оснивају у другим градовима бивше Југославије. У Загребу се 30. марта 1991. године формира Демократски опозицијски форум (међу оснивачима су Зоран Пусић и Дубравко Шкиљан), Грађански форум у Сарајеву (међу оснивачима је и Здравко Гребо) и слична организација у Скопљу. У Београду су доминантна удружења студената Електротехничког и Правног факултета. Као вође студенстких протеста у то време активни су Влатко Секуловић, Риста (Милан Ристић) и други. Главна тема је како продужити замах студентских демонстрација одржаних у марту 1991. године и регионална сарадња на мировном плану. 

### Студентски протести 1992. године

#### Организација
У марту 1992. учествује у организацији годишњице студентског протеста на Теразијама, која се претворила у четвородневни  (а касније и целомесечни) протест против рата и режима у Србији у ком су учествовали многобројни тадашњи средњошколци који ће се касније укључити у организацију Студентских протеста 1996.  
У току пролећа 1992. године, након увођења санкција Југославији 30. маја, различите организације студената долазе на идеју да припреме подсећање на студентске демонстрације претходне, 1991. године и заказују их за почетак лета - у време јунског испитног рока на свим факултетима. Овај протест надраста првобитну идеју и 15. јуна почињу велике студентске демонстрације које укључују више од 30 факултета у више градова (Београд, Ниш, Нови Сад, Крагујевац) под називом „Студентски протест 1992.“ и трају читавог лета. Организације које су иницирале протест су Савез студената Електротехничког факултета у Београду, независни студентски лист „Врење“, Студентска међуфакултетска асоцијација и Форум теразијског парламента. 
Иако по организационој структури студентски, овај протест је имао јасне политичке захтеве:
1. оставку Слободана Милошевића,
2. распуштање Скупштине Србије,
3. расписивање избора,
4. формирање коалиционе владе.

Основни циљ прогласа био је садржан у посебном ставу да Београдски универзитет ступи у штрајк до испуњења захтева. Инспирација за овај протест било је Прашко пролеће. 
Била је чланица Организационог одбора Студентског протеста, чији пун састав је био: Млађан Ђорђевић и Александар Вранић (Факултет политичких наука), Милан Ристић и Зоран Поповић (Електротехничкки факултет), Саша Марјановић (Природно-математички факултет),  Влатко Секуловић и Олга Кавран (Правни факултет), Младен Дурић (Богословски факултет, данас Епископ Дизелдорфски и њемачки Григорије), Милан Јовановић (Факултет драмских уметности).  Званични представник студената на универзитету, студент проректор Драган Ђилас, није био део Организационог одбора, али се у протест укључио касније на друге начине. 

#### Ток протеста
5. јуна 1992. године одржали су састанак представника 33 студентске организације на ком није дошло до сагласности око даљих активности студената против режима. 
8. јуна 1992. године се издвајају студентске организација које се залажу за активно супротстављање режиму путем јавних демонстрација.
10. јуна 1992. године организовали су протест студената испред Правног факултета, Светлана Рајичић је прочитала захтеве студената, било је присутно око 5.000 људи
11. јуна 1992. године Електротехнички факултет постаје први факултет који је обуставио испитни рок
12. јуна 1992. године после састанка представника студентских организација са ректором и групом професора Београдског универзитета, . одржана конференција за штампу и најављен је главни скуп - 15. јуна испред зграде Ректората
На дан протеста, 15. јуна 1992. године на Студентском тргу, окупило се преко 10.000 студената и након одржаног скупа саопштена је идеја да се окупира Ректорат и околни факултети. Студенти су блокадом спречили одржавање наставе и рад факултета. Од Научно-наставног већа Београдског универзитета, које је тог дана заседало, тражили су да прихвати захтев за обуставом рада.   
Знајући да је на протестима тешко издржати целу ноћ, Олга је позвала музичара Рамба Амадеуса да обилази студенте који су у штрајку и дежурају на факултетима око Студентског трга целу ноћ. Не само да је остао до јутра са студентима, него је долазио и наредних дана, а у подршци студентима, следили су га и друге јавне личности. На протестима који су трајали цело лето, организовани су многи забавни, музички и културни догађаји, на којима су учествовали су многи познати уметници тог доба (Аљоша Вучковић, Драган Николић, Петар Краљ, Бора Тодоровић, Петар Божовић, Светозар Цветковић, Раде Марковић, Горан Марковић, Богдан Диклић, Драган Зарић, Ружица Сокић, Мира Бањац, Милош Жутић, Неле Карајлић, Милета Продановић и ликовни уметници чланови Београдског круга - Раша Тодосијевић, Душан Оташевић, Јован Чекић, Марија Драгојловић, Дејан Анђелковић, Мрђан Бајић и други). Протесте су посетила и многа свештена лица, попут тадашњег професора Богословског фаултета Амфилохија Радовића. У периоду од 20 часова до 6 сати ујутро организовани су филмски маратони.    
У току студентског протеста 1992. године, поред протесних окупљања и шетњи, организовани су округли столови политичких странака, изведена блокада мостова и аутопута у Београду.   

#### Пикник на Дедињу
Студенти су у току протеста заказали одлазак испред резиденције председника Србије на Дедињу, 7. јула у 18 часова и назвали су ту акцију ”Пикник на Дедињу” или ”Марш Мира”. У поподневним часовима кренули су од Студентског трга ка Толстојевој улици и председничкој резиденцији где их је дочекао кордон полиције. По сопственим речима, желели су да их председник саслуша. У пролазу, добили су цвеће које је Олга Кавран делила полицајцима у кордону, тако је настала једна од најупечатљивијих фотографија студенстког протеста коју је снимила Горанка Матић. На повратку из Толстојеве, студентска колона је блокирала аутопут. Са протеста је извештавала екипа студената (Универзитетска телевизија) међу којима је и активисткиња Тања Марковић (касније чланица колектива Жене у црном), забележене су многе антиратне поруке са протеста.  

#### Шешељев напад на студенте
Два дана касније, 9. јула 1992. године шетња је поновљена уз измену руте и пролазак поред РТС популарно називаном ТВ Бастиља, која је била заштићена полицијским кордоном. На Дедињу се само шетало око улице, а на повратку у град студенти су застали испред скупштине да оставе сапун, како би политичари симболички опрали савест за дела. Том приликом, тада један од опозиционих политичара Војислав Шешељ, лидер Српске Радикалне Странке, изашао је и пиштољем претио студентима. Није било полиције да заштити студенте, нити су власти реаговале иако су студенти поднели тужбу за ово дело.  

#### Резултати протеста
Професори су 19. јуна и формално подржали захтеве студената те је Београдски универзитет је обуставио рад. Ова одлука била је производ протеста али и директна последица састанка (17. јуна) са тадашњим председником Слободаном Милошевићем, који је деградирао и Београдски универзитет - и студенте и професоре.   
Београдском универзитету, у обустави рада прикључују се високошколске установе у Крагујевцу, Нишу и Новом Саду. Приштински универзитет није подржао студентски протест.  
Студентски протест 1992 године је представио низ иновација у односу на раније студентске побуне, пре свега дифузност и мобилност људи и идеја. У току студентског протеста 1992. године, први пут су уведене шетње по Београду као модел протеста.  
Протести 1992. године нису успели да доведу до пада режима, али су без финансирања и подршке политичких странака успели да остваре непосредно претпостављени циљ - обуставу рада универзитета. Учесници су јавно и масовно исказали политички став против рата и актуелне политике у Србији, што је омогућило развој грађанског активизма у наредним годинама. Многи аутори су се бавили компаративном анализом протеста 1992. и 1996-9. године.      

## Мировни активизам

### Србија
Студентски протести у чијем је организовању учествовала у Београду 1991. и 1992. године имали су јасан политички, антиратни и мировни карактер јер су млади људи били уједињени против рата, мобилизација, санкција, за промену власти и хитно окончање оружаних сукоба у другим републикама. Под утицајем лажних вести као и појачањем кризе, протести су 1993. године изгубили на снази, али је Олга наставила активистички рад, највише кроз преводилачки рад, и у акцијама сакупљања хуманитарне помоћи и помоћи избеглицама.  

### Хрватска
У априлу 1991. године, Олга се укључује активније у мировни активизам, одлази у Загреб и Книн. На предлог Зорана Пусића, заједно са Лазаром Стојановићем, новинаром Стојаном Церовићем и колегиницом студенткињом - у Книну учествују на трибини у Дому ЈНА као значајни гости из Београда, главног града Југославије према коме је са надом гледано у Хрватској. Две београдске студенткиње, од којих је једна била Олга Кавран, биле су једине жене за дугачким столом на бини са које су говорили Јован Рашковић и Милан Бабић у то време лидери Срба у Хрватској, затим Милорад Пуповац, Никола Висковић (саборски заступник са листе СДП и Зелених) и Лазар Стојановић, као и представници СДС. У публици су прве редове заузимали присталице Милана Бабића. Висковић и Пуповац су се трудили да не побуде јаке реакције, а да остану при предложеним мерама за смиривање конфликта што су видели као највећи интерес за Србе у Хрватској. Критика политике Слободана Милошевића, ”брутални популизам” по речима Лазара Стојановића је дочекана салвама увреда, а млада говорница из Србије се расплакала када ју је публика извиждала. Револтиран Стојановић је том приликом изјавио: ”Ја поштујем ваше мишљење. Али ако се покаже да сте се на кривог коња кладили, немојте никога кривити осим себе.” Милан Бабић је покушао да оконча трибину, позивом присутнима да напусте скуп али је изашао праћен само својим присталицама из првих редова. На крају трибине, Олгу је зауставила жена из публике, Српкиња, која јој се поверила да не зна шта да ради, јер је њен супруг Хрват а њихови синови су мобилисани на супротним странама и постали су непријатељи. 
После војне операције Олуја, током августа 1995. године, када су конвоји избеглица из Хрватске долазили у Србију, Олга је са породицом односила претходно сакупљену помоћ и санитетски материјал за децу до Брчког у Босни и делила избеглим породицама.  
О ратним дешавањима у Книну, 2011. године у интервјуу за Новости Олга Кавран ће говорити и као гласноговорница Хашког трибунала.

### Босна
У току 1993. године, одлази у Сарајево. Да би успела да оде у град под опсадом, ради као преводитељка страним новинарима. Чекајући акредитације у медијском центру на Палама, слушала је разговор униформисаних лица који су препознали италијанског новинара у шареној јакни и коментарисали како га нису убили јер је био смешан. На путу са Пала ка Сарајеву видела је укопано артиљеријско оруђе са цевима упереним ка граду, а код Враца снајперска гнезда одакле су српске снаге пуцале на становништво Сарајева. Детаље опсаде је сазнала кроз суђења у Хагу док је о многим догађајима и извештавала јавност са позиције гласноговорнице специјалног тужиоца.

### Последице
У току студентских демонстрација, на породичну кућу њених родитеља бачена је бомба са сузавцем. Уследили су непрестани, даноноћни претећи позиви и привођења неких људи, као и пребијање једног од оних који су помагали студентима.. За бомбу нико није преузео одговорност, али се касније један од шефова полиције Београда хвалио о томе. Иако су је родитељи саветовали да оде у Америку, Олга је остала у Србији. После инцидента, породица Кавран је имала обезбеђење.
На РТС је за време док је Стефан Грубач био уредник, објављивана лажна вест како студентски протест у Београду воде ”хрватски националисти” – Драгољуб и Олга Кавран. Шешељев напад на студенте није имао судски епилог. 